# Aeródromo de Finca 63
El aeródromo de Finca 63 (OACI: MRFS) es un aeródromo público costarricense que sirve a la zona de los pueblos de Finca 63 y Río Claro en la provincia de Puntarenas. El aeródromo está localizado al este de la ruta 14 y a 3,2 kilómetros al sur del centro de Río Claro.
El VOR-DME de David (identificador: DAV) está ubicado a 75 kilómetros del aeródromo y la baliza no direccional de Coto 47 (identificador: COT) está localizado a 12 kilómetros del aeródromo.

## Instalaciones y servicio
El aeródromo tiene una sola pista de aterrizaje, de tierra, que mide 1.000 metros en longitud.  La pista de aterrizaje está construida paralela a la calle entre campos agrícolas.
El aeródromo no ofrece servicio aéreo comercial de pasajeros. Sin embargo, el aeródromo sí tiene uso ocasional durante la temporada de aplicación aérea de plaguicidas y también ocasionalmente por vuelos de emergencia de ambulancias aéreas.